# Fritz Bösch
Fritz Bösch (zm. po 1928) – szwajcarski wioślarz, srebrny medalista olimpijski.
Wystąpił na igrzyskach olimpijskich w Amsterdamie w 1928, gdzie Szwajcarzy w składzie: Ernst Haas, Joseph Meyer, Otto Bucher, Karl Schwegler i Fritz Bösch (sternik) zdobyli srebrny medal w czwórkach ze sternikiem. W finale walkę o złoty medal o 15,6 sekundy przegrali z Włochami. Był to jego jedyny start olimpijski.
Reprezentował klub RC Reuss Luzern.